# TRICKSTER (SKY-HIのアルバム)
『TRICKSTER』（トリックスター）は、2014年3月12日にavex traxから発売されたSKY-HIの1枚目のオリジナルアルバム。

## 概要
SKY-HI初のアルバム。キャッチコピーはさぁ、この人生(ゲーム)をひっくり返そう。「CD+DVD盤」「CD盤」の2形態で発売。
初回盤では特典としてオリジナルステッカーが封入されており、スリーブ仕様。TSUTAYAでは購入特典としてSKY-HI TOUR 2013 「The 1st FLIGHT」の1曲目で披露された新曲「Independence」が収録されたCD『TRICKSTER special disc』を付属した。
オリコンチャートでは発売初日のデイリーチャートで8位を記録。ウィークリーチャートでは19位に初登場した。

## 内容
本作はこれまでのトラックメイカーが提供したトラックにラップを乗せるという制作方法から、SKY-HI本人が自らビートを打って歌を入れ、出来上がった曲をトラックメイカーにブラッシュアップしてもらうという制作方法で作られ、全曲の作曲に関わっている。経緯について本人は「(これまでの方法だと)トラック待ちや、ラップを乗っけてからのブラッシュ・アップ待ちっていう時間が生まれる。」「自分の思想とか、音楽的なアイディアが生まれたときに、ビートが来るタイミングが合わなかったり、ビートとのズレが生まれる」と指摘しており、制作方法の整理のため約2ヶ月間制作自体から離れ、一新したといい、また、アルバムタイトルのTRICKSTERは、制作から離れた時期にネガティブになった時に、それを乗り越える為に生まれたという。楽曲によってはトラックを提供してもらい制作したものもある。当アルバムではリリックやトラック制作の他にドラムやベース、ピアノもレコーディング時に担当している。
「サウンドの振れ幅を大事にした。」と本人は語っており、収録曲はヒップホップな楽曲からポップな楽曲まで様々なサウンドのものを収録した。ヒップホップのリスナーや、自身が所属する音楽グループであるAAAのファン、ロックフェスから流れてくるリスナーまで幅広くの層が聴ける一枚を意識したという。
「多くの人がSKY-HIの存在を知らない」「知らない曲でも気にならないライブをつくれる」という考えから、本作のアルバムツアーとして、「SKY-HI TOUR 2014 -Trip of TRICKSTER-」がアルバム発売前に全国各地で開催された。2014年3月9日のZeep Diver City Tokyoでの公演はニコニコ動画のニコニコ生放送で生中継で放映された。

## 収録内容
CD
1. 逆転ファンファーレ (3:41)
  - 作詞・作曲：SKY-HI 編曲：CHRYSANTHEMUM BRIDGE

アルバムのキャッチコピーを強く歌った楽曲。「1曲目をつくろうと思ってつくった曲。」とコメントしている[3]。
2. トリックスター (4:47)
  - 作詞・作曲：SKY-HI 編曲：CHRYSANTHEMUM BRIDGE

アルバムタイトルの楽曲(アルバム名と違い片仮名表記)。アルバムタイトルが生まれた時に完成した曲である。PVも制作され、CD＋DVD盤のDVDにも収録。
アルバム曲が半分ほどできた後に制作された楽曲で、この楽曲の完成後実際にアルバムの全貌が見えたと本人が述べている[2]。
3. Blanket (5:17)
  - 作詞：SKY-HI 作曲：SKY-HI, AILI

ラブソング。メジャーデビュー前から完成していた曲であり、SKY-HI TOUR 2013 「The 1st FLIGHT」で披露されていた。このツアー前には自身のラジオ番組「ACT A FOOL!!」でも公開されている。
本人は「バースでシチュエーションを細かく描いて、フックで無条件の愛情を歌おうと思って完成した曲」とコメントしている[3]。
4. TOKYO SPOTLIGHT (4:11)
  - 作詞：SKY-HI 作曲：SKY-HI, SONPUB

東京の良さをラップしている。共同制作者のSONPUBと「2014年型の爆発的な音楽をつくろう」というテーマの基完成した楽曲。
5. キミサキ (3:35)
  - 作詞：SKY-HI 作曲：SKY-HI, UTA for TinyVoice,Production

最初からラブソングを作ろうと制作された楽曲で、リスナーに向けた歌詞となっている。
6. 愛ブルーム (4:31)
  - 作詞：SKY-HI 作曲：SKY-HI, UTA for TinyVoice,Production

両A面のメジャーデビューシングルの1曲。
7. ILLICIT LOVE (3:11)
  - 作詞：SKY-HI 作曲：SKY-HI, SUNNY BOY for TinyVoice,Production

3曲目のBlanketと同じくメジャーデビュー前から完成していた楽曲で、SKY-HI TOUR 2013 「The 1st FLIGHT」でも披露されている。ただし、こちらで披露されたものとは歌詞などがアレンジされて別物となっている。
この楽曲について本人は「純粋にエロいラブソングであろうと思って出来た曲。」とコメントしている[3]。
8. Diary (4:13)
  - 作詞：SKY-HI 作曲：SKY-HI, ist

ラブソング。「起承転結がちゃんとあるストーリーを一度つくってみたかった。」と制作された楽曲である[3]。当初は完成したものより描写が生々しかったという。
9. サファリ・システム (3:23)
  - 作詞：SKY-HI 作曲：SKY-HI, SUNNY BOY for TinyVoice,Production

「サウンド的に、最も現代のヒップホップらしい曲。死ぬことと対峙したもの、バイオレンスなものを1曲はつくろうと思っていたんです。」とコメントしている[3]。
10. Tyrant Island (4:59)
  - 作詞：SKY-HI 作曲：SKY-HI, SUNNY BOY for TinyVoice,Production

発売前にYouTubeにてリリックビデオが公開された。(後に5曲目のキミサキも同じくYouTubeにてリリックビデオが発売前に公開された。
「無条件にラップがすごいみたいなスキルを使って、ポップにもっていった感じですね。」とコメントしている[3]。
11. RULE (4:18)
  - 作詞：SKY-HI 作曲：SKY-HI, UTA for TinyVoice,Production

両A面のメジャーデビューシングルの1曲。このアルバム全体のテーマにリンクすることから、改めて伝えたいとアルバム後半に収録した。
12. またね (3:46)
  - 作詞：SKY-HI 作曲：SKY-HI, DJ WATARAI

アルバム最後の楽曲。「前を向きたくなるタイミングが来たらまた会おうぜって気持ちでつくった曲です」とコメントしている[3]。

DVD
1. トリックスター（Music Clip）
2. 愛ブルーム（Music Clip）
3. RULE (Music Clip)
4. トリックスター（Music Clip Making）

## 発売形態
| 販売型 | Disc   | 収録簡易内容                                   | 備考 |
| ------ | ------ | ---------------------------------------------- | ---- |
| 通常盤 | CD+DVD | CD1:M1〜M12 DVD:Music Clip & Music Clip Making |      |
| 通常盤 | CD     | CD1:M1〜M12                                    |      |

## 参加プロデューサー
- CHRYSANTHEMUM BRIDGE
- AILI
- SONPUB
- UTA for TinyVoice,Production
- SUNNY BOY for TinyVoice,Production
- ist
- DJ WATARAI